# なでしこリーグカップ2018
プレナスなでしこリーグカップ2018は2018年3月31日から7月21日まで行われたなでしこリーグカップである。
1部は日テレ・ベレーザが2年ぶり7度目の優勝、2部は伊賀フットボールクラブくノ一が優勝を果たした。

## 概要
前年に引き続いてカップ戦は、「なでしこリーグ1部」と「なでしこリーグ2部」それぞれで開催する。

## 開催方式

### なでしこリーグカップ1部
- 開催期間 2018年3月31日～7月21日
  - 予選リーグ 3月31日～7月15日
  - 決勝：7月21日[3]
- 試合方式 2017年なでしこリーグ1部の成績を参考として次の2組に分かれて、5チームずつの2回総当たり・全10節を行い、各グループ1位が決勝に進出する。
  - Aグループ 日テレ・ベレーザ、浦和レッドダイヤモンズ・レディース、アルビレックス新潟レディース、ジェフユナイテッド市原・千葉レディース、日体大FIELDS横浜
  - Bグループ INAC神戸レオネッサ、マイナビベガルタ仙台レディース、AC長野パルセイロ・レディース、ノジマステラ神奈川相模原、セレッソ大阪堺レディース
- 賞金 優勝：500万円、準優勝：300万円

### なでしこリーグカップ2部
- 開催期間 2018年4月1日～7月21日
  - 予選リーグ 4月1日～7月16日
  - 決勝 7月21日[3]
- 試合方式 10チームを本拠地別に東西2組にわかれ、5チームずつの2回総当たり・全10節を行い、各グループ1位のチームが決勝に進出する。
  - Aグループ（東日本）ちふれASエルフェン埼玉、オルカ鴨川FC、スフィーダ世田谷FC、ニッパツ横浜FCシーガルズ、静岡産業大学磐田ボニータ
  - Bグループ（西日本）伊賀フットボールクラブくノ一、バニーズ京都SC、ASハリマ アルビオン、岡山湯郷Belle、愛媛FCレディース、
- 賞金 優勝：50万円

### 試合形式
- 各部共通
- 1試合90分（45分ハーフ）で行う。
- 決勝は延長戦20分（10分ハーフ）を行い、それでも決着が着かない場合はPK戦を行う。
- 選手交代は5人まで認められる。
- 下部組織チームからの選手登録は何名でも登録可能。

## 結果

### なでしこリーグカップ1部

#### グループリーグ

##### Aグループ
| 順 | チーム                                 | 試 | 勝 | 分 | 敗 | 得 | 失 | 差  | 点 |
| -- | -------------------------------------- | -- | -- | -- | -- | -- | -- | --- | -- |
| 1  | 日テレ・ベレーザ                       | 8  | 7  | 0  | 1  | 23 | 5  | +18 | 21 |
| 2  | 浦和レッドダイヤモンズ・レディース     | 8  | 4  | 3  | 1  | 15 | 9  | +6  | 15 |
| 3  | アルビレックス新潟レディース           | 8  | 2  | 3  | 3  | 13 | 16 | −3  | 9  |
| 4  | ジェフユナイテッド市原・千葉レディース | 8  | 1  | 3  | 4  | 8  | 12 | −4  | 6  |
| 5  | 日体大FIELDS横浜                       | 8  | 1  | 1  | 6  | 7  | 24 | −17 | 4  |

| 第1節 2018年3月31日 | アルビレックス新潟レディース | 0 - 2          | 浦和レッドダイヤモンズ・レディース | 新潟市陸上競技場             |  |
| 14:00               |                              | 公式記録 (PDF) | 安藤梢 89分 (PK) · 白木星 90+3分   | 観客数: 802人 主審: 坊薗真琴 |  |

| 第1節 2018年4月1日 | ジェフユナイテッド市原・千葉レディース | 1 - 2          | 日テレ・ベレーザ    | 東金アリーナ陸上競技場         |  |
| 13:00              | 山崎円美 73分                          | 公式記録 (PDF) | 植木理子 24分, 88分 | 観客数: 535人 主審: 松尾久美子 |  |

| 第2節 2018年4月8日 | 日テレ・ベレーザ                              | 3 - 0          | アルビレックス新潟レディース | 多摩市立陸上競技場           |  |
| 13:00              | 菅野奏音 20分 · 宮川麻都 42分 · 植木理子 55分 | 公式記録 (PDF) |                              | 観客数: 560人 主審: 髙橋早織 |  |

| 第2節 2018年4月8日 | 浦和レッドダイヤモンズ・レディース | 2 - 0          | 日体大FIELDS横浜 | 浦和駒場スタジアム               |  |
| 14:00              | 安藤梢 35分 · 清家貴子 62分        | 公式記録 (PDF) |                  | 観客数: 1,274人 主審: 朝倉みな子 |  |

| 第3節 2018年4月14日 | アルビレックス新潟レディース | 1 - 1          | ジェフユナイテッド市原・千葉レディース | 新潟市陸上競技場             |  |
| 15:00               | 上尾野辺めぐみ 60分 (PK)     | 公式記録 (PDF) | 大澤春花 90分                          | 観客数: 538人 主審: 草処和江 |  |

| 第3節 2018年4月15日 | 日体大FIELDS横浜 | 1 - 3          | 日テレ・ベレーザ                                  | ニッパツ三ツ沢球技場         |  |
| 13:00               | 嶋田千秋 75分    | 公式記録 (PDF) | 宮澤ひなた 67分 · 小林里歌子 74分 · 植木理子 88分 | 観客数: 403人 主審: 坊薗真琴 |  |

| 第4節 2018年4月21日 | 日体大FIELDS横浜              | 2 - 3          | アルビレックス新潟レディース                       | ニッパツ三ツ沢球技場           |  |
| 13:00               | 植村祥子 24分 · 児野楓香 81分 | 公式記録 (PDF) | 山谷瑠香 21分 · 川﨑咲耶 69分 · 園田瑞貴 78分 (PK) | 観客数: 381人 主審: 井脇真理子 |  |

| 第4節 2018年4月21日 | ジェフユナイテッド市原・千葉レディース | 2 - 2          | 浦和レッドダイヤモンズ・レディース | ゼットエーオリプリスタジアム |  |
| 15:00               | 櫻本尚子 5分 · 西川彩華 43分           | 公式記録 (PDF) | 安藤梢 74分 (PK) · 清家貴子 90+3分 | 観客数: 600人 主審: 松下朝香 |  |

| 第5節 2018年6月9日 | 日テレ・ベレーザ              | 2 - 1          | 浦和レッドダイヤモンズ・レディース | 駒沢オリンピック公園総合運動場陸上競技場 |  |
| 13:00              | 鳥海由佳 82分 · 籾木結花 88分 | 公式記録 (PDF) | 吉良知夏 41分                      | 観客数: 1,143人 主審: 松尾久美子         |  |

| 第5節 2018年6月9日 | ジェフユナイテッド市原・千葉レディース | 0 - 1          | 日体大FIELDS横浜   | 千葉県総合スポーツセンター東総運動場陸上競技場 |  |
| 14:02              |                                        | 公式記録 (PDF) | 嶋田千秋 42分 (PK) | 観客数: 271人 主審: 兼松春奈                   |  |

| 第6節 2018年6月16日 | 日テレ・ベレーザ              | 2 - 0          | ジェフユナイテッド市原・千葉レディース | 味の素スタジアム西競技場     |  |
| 14:00               | 長谷川唯 81分 · 植木理子 86分 | 公式記録 (PDF) |                                        | 観客数: 686人 主審: 吉澤久惠 |  |

| 第6節 2018年6月17日 | 浦和レッドダイヤモンズ・レディース         | 3 - 3          | アルビレックス新潟レディース      | 浦和駒場スタジアム             |  |
| 14:00               | 菅澤優衣香 7分 · 61分 (OG) · 吉良知夏 74分 | 公式記録 (PDF) | 園田瑞貴 11分, 58分 · 佐伯彩 51分 | 観客数: 1,530人 主審: 髙橋早織 |  |

| 第7節 2018年6月23日 | 日体大FIELDS横浜                | 2 - 2          | 浦和レッドダイヤモンズ・レディース | 神奈川県立保土ケ谷公園サッカー場 |  |
| 14:30               | 金平莉紗 58分 · 大賀理紗子 67分 | 公式記録 (PDF) | 白木星 30分, 83分                  | 観客数: 572人 主審: 梶山芙紗子   |  |

| 第7節 2018年6月23日 | アルビレックス新潟レディース | 0 - 3          | 日テレ・ベレーザ         | 新発田市五十公野公園陸上競技場 |  |
| 15:00               |                              | 公式記録 (PDF) | 田中美南 9分, 52分, 58分 | 観客数: 616人 主審: 井脇真理子 |  |

| 第8節 2018年6月30日 | アルビレックス新潟レディース                          | 4 - 0          | 日体大FIELDS横浜 | デンカビッグスワンスタジアム     |  |
| 15:30               | 阪口萌乃 12分 · 小原由梨愛 44分 · 園田瑞貴 57分, 72分 | 公式記録 (PDF) |                  | 観客数: 3,004人 主審: 手代木直美 |  |

| 第8節 2018年7月1日 | 浦和レッドダイヤモンズ・レディース | 1 - 0          | ジェフユナイテッド市原・千葉レディース | 浦和駒場スタジアム             |  |
| 17:00              | 白木星 9分                         | 公式記録 (PDF) |                                        | 観客数: 1,275人 主審: 山下良美 |  |

| 第9節 2018年7月8日 | 日体大FIELDS横浜 | 1 - 2          | ジェフユナイテッド市原・千葉レディース | ニッパツ三ツ沢球技場           |  |
| 16:00              | 児野楓香 26分    | 公式記録 (PDF) | 市瀬千里 2分 · 成宮唯 31分             | 観客数: 415人 主審: 朝倉みな子 |  |

| 第9節 2018年7月8日 | 浦和レッドダイヤモンズ・レディース | 2 - 0          | 日テレ・ベレーザ | 浦和駒場スタジアム             |  |
| 17:00              | 長船加奈 48分 · 高橋はな 79分      | 公式記録 (PDF) |                  | 観客数: 2,421人 主審: 桐原純子 |  |

| 第10節 2018年7月14日 | ジェフユナイテッド市原・千葉レディース | 2 - 2          | アルビレックス新潟レディース | ゼットエーオリプリスタジアム   |  |
| 17:01                | 深澤里沙 29分, 83分                    | 公式記録 (PDF) | 阪口萌乃 8分, 58分           | 観客数: 529人 主審: 梶山芙紗子 |  |

| 第10節 2018年7月14日 | 日テレ・ベレーザ                                                                                      | 8 - 0          | 日体大FIELDS横浜 | 味の素フィールド西が丘         |  |
| 18:00                | 植木理子 7分, 70分, 77分 (PK) · 長谷川唯 12分, 57分 · 籾木結花 32分 · 宮澤ひなた 58分 · 田中美南 63分 | 公式記録 (PDF) |                  | 観客数: 1,091人 主審: 緒方実央 |  |

##### Bグループ
| 順 | チーム                         | 試 | 勝 | 分 | 敗 | 得 | 失 | 差  | 点 |
| -- | ------------------------------ | -- | -- | -- | -- | -- | -- | --- | -- |
| 1  | INAC神戸レオネッサ             | 8  | 6  | 1  | 1  | 12 | 5  | +7  | 19 |
| 2  | マイナビベガルタ仙台レディース | 8  | 3  | 3  | 2  | 8  | 4  | +4  | 12 |
| 3  | ノジマステラ神奈川相模原       | 8  | 3  | 1  | 4  | 15 | 11 | +4  | 10 |
| 4  | AC長野パルセイロ・レディース   | 8  | 3  | 1  | 4  | 7  | 11 | −4  | 10 |
| 5  | セレッソ大阪堺レディース       | 8  | 1  | 2  | 5  | 6  | 17 | −11 | 5  |

| 第1節 2018年3月31日 | AC長野パルセイロ・レディース | 0 - 3          | INAC神戸レオネッサ                          | 長野Uスタジアム                  |  |
| 13:00               |                              | 公式記録 (PDF) | 杉田妃和 13分 · 髙瀬愛実 68分 · 京川舞 78分 | 観客数: 2,009人 主審: 井脇真理子 |  |

| 第1節 2018年4月1日 | セレッソ大阪堺レディース | 0 - 3          | ノジマステラ神奈川相模原            | J-GREEN堺S1メインフィールド  |  |
| 13:00              |                          | 公式記録 (PDF) | 田中萌 14分 · 南野亜里沙 52分, 65分 | 観客数: 453人 主審: 桐原純子 |  |

| 第2節 2018年4月7日 | ノジマステラ神奈川相模原                     | 3 - 0          | AC長野パルセイロ・レディース | 相模原ギオンスタジアム       |  |
| 13:00              | 田中陽子 8分 · 田中萌 20分 · 南野亜里沙 72分 | 公式記録 (PDF) |                              | 観客数: 692人 主審: 坊薗真琴 |  |

| 第2節 2018年4月8日 | INAC神戸レオネッサ | 0 - 1          | マイナビベガルタ仙台レディース | ノエビアスタジアム神戸         |  |
| 13:00              |                    | 公式記録 (PDF) | 浜田遥 58分                    | 観客数: 1,343人 主審: 松下朝香 |  |

| 第3節 2018年4月14日 | AC長野パルセイロ・レディース | 0 - 0          | マイナビベガルタ仙台レディース | 長野Uスタジアム                |  |
| 13:00               |                              | 公式記録 (PDF) |                                | 観客数: 1,247人 主審: 桐原純子 |  |

| 第3節 2018年4月15日 | セレッソ大阪堺レディース | 0 - 1          | INAC神戸レオネッサ | J-GREEN堺S1メインフィールド    |  |
| 13:00               |                          | 公式記録 (PDF) | 髙瀬愛実 10分      | 観客数: 448人 主審: 梶山芙紗子 |  |

| 第4節 2018年4月21日 | INAC神戸レオネッサ              | 2 - 1          | ノジマステラ神奈川相模原 | 兵庫県立三木総合防災公園陸上競技場 |  |
| 13:00               | 守屋都弥 90分 · 道上彩花 90+3分 | 公式記録 (PDF) | 大野忍 11分              | 観客数: 711人 主審: 藤田美智子     |  |

| 第4節 2018年4月22日 | マイナビベガルタ仙台レディース | 1 - 1          | セレッソ大阪堺レディース | 角田市陸上競技場             |  |
| 13:00               | 三橋眞奈 63分                  | 公式記録 (PDF) | 北村菜々美 82分          | 観客数: 838人 主審: 髙橋早織 |  |

| 第5節 2018年6月9日 | セレッソ大阪堺レディース | 1 - 3          | AC長野パルセイロ・レディース                  | J-GREEN堺S1メインフィールド    |  |
| 12:00              | 矢形海優 39分            | 公式記録 (PDF) | 鈴木陽 55分 · 髙橋奈々 64分 · 中村ゆしか 71分 | 観客数: 452人 主審: 萩尾麻衣子 |  |

| 第5節 2018年6月9日 | ノジマステラ神奈川相模原 | 1 - 5          | マイナビベガルタ仙台レディース                                      | いわきグリーンフィールド     |  |
| 13:02              | 南野亜里沙 32分          | 公式記録 (PDF) | 浜田遥 15分, 24分 · 北原佳奈 19分 · 安本紗和子 47分 · 井上綾香 52分 | 観客数: 733人 主審: 桐原純子 |  |

| 第6節 2018年6月16日 | ノジマステラ神奈川相模原                                                            | 5 - 0          | セレッソ大阪堺レディース | 相模原ギオンスタジアム         |  |
| 13:00               | 石田みなみ 28分 · 南野亜里沙 53分 · 平野優花 69分 · 北方沙映 71分 · 正野可菜子 77分 | 公式記録 (PDF) |                          | 観客数: 604人 主審: 藤田美智子 |  |

| 第6節 2018年7月12日 | INAC神戸レオネッサ | 1 - 0          | AC長野パルセイロ・レディース | ノエビアスタジアム神戸         |  |
| 18:00               | 伊藤美紀 31分      | 公式記録 (PDF) |                              | 観客数: 723人 主審: 萩尾麻衣子 |  |

| 第7節 2018年6月23日 | マイナビベガルタ仙台レディース | 0 - 1          | INAC神戸レオネッサ | ユアテックスタジアム仙台         |  |
| 13:00               |                                | 公式記録 (PDF) | 増矢理花 7分       | 観客数: 1,168人 主審: 松尾久美子 |  |

| 第7節 2018年6月24日 | AC長野パルセイロ・レディース    | 2 - 1          | ノジマステラ神奈川相模原 | 長野Uスタジアム                |  |
| 17:00               | 西川明花 29分 · 大宮玲央奈 59分 | 公式記録 (PDF) | 高木ひかり 76分          | 観客数: 1,876人 主審: 草処和江 |  |

| 第8節 2018年6月30日 | セレッソ大阪堺レディース | 0 - 0          | マイナビベガルタ仙台レディース | 奈良県立橿原公苑陸上競技場   |  |
| 16:00               |                          | 公式記録 (PDF) |                                | 観客数: 339人 主審: 吉澤久惠 |  |

| 第8節 2018年7月1日 | ノジマステラ神奈川相模原 | 1 - 1          | INAC神戸レオネッサ | 相模原ギオンスタジアム           |  |
| 17:00              | 田中陽子 33分            | 公式記録 (PDF) | 島袋奈美恵 90分    | 観客数: 1,228人 主審: 梶山芙紗子 |  |

| 第9節 2018年7月7日 | マイナビベガルタ仙台レディース | 0 - 1          | AC長野パルセイロ・レディース | ユアテックスタジアム仙台       |  |
| 16:00              |                                | 公式記録 (PDF) | 41分 (OG)                    | 観客数: 780人 主審: 井脇真理子 |  |

| 第9節 2018年7月7日 | INAC神戸レオネッサ                            | 3 - 2          | セレッソ大阪堺レディース        | ノエビアスタジアム神戸       |  |
| 18:00              | 中島依美 27分 · 増矢理花 50分 · 三宅史織 72分 | 公式記録 (PDF) | 北村菜々美 40分 · 松原志歩 42分 | 観客数: 996人 主審: 宮崎真理 |  |

| 第10節 2018年7月14日 | マイナビベガルタ仙台レディース | 1 - 0          | ノジマステラ神奈川相模原 | ひとめぼれスタジアム宮城     |  |
| 16:00                | 安本紗和子 39分                | 公式記録 (PDF) |                          | 観客数: 544人 主審: 山下良美 |  |

| 第10節 2018年7月15日 | AC長野パルセイロ・レディース | 1 - 2          | セレッソ大阪堺レディース      | 長野Uスタジアム                |  |
| 17:00                | 齊藤あかね 90分              | 公式記録 (PDF) | 松原志歩 85分 · 矢形海優 86分 | 観客数: 1,762人 主審: 兼松春奈 |  |

#### 決勝
| 2018年7月21日 19:00 |

| 日テレ・ベレーザ | 1 - 0          | INAC神戸レオネッサ |
| 田中美南 85分    | 公式記録 (PDF) |                    |

| 味の素フィールド西が丘 観客数: 1,553人 主審: 梶山芙紗子 |

### なでしこリーグカップ2部

#### グループリーグ

##### Aグループ
| 順 | チーム                   | 試 | 勝 | 分 | 敗 | 得 | 失 | 差  | 点 |
| -- | ------------------------ | -- | -- | -- | -- | -- | -- | --- | -- |
| 1  | スフィーダ世田谷FC       | 8  | 5  | 1  | 2  | 16 | 8  | +8  | 16 |
| 2  | オルカ鴨川FC             | 8  | 5  | 0  | 3  | 16 | 8  | +8  | 15 |
| 3  | ニッパツ横浜FCシーガルズ | 8  | 4  | 1  | 3  | 8  | 10 | −2  | 13 |
| 4  | ちふれASエルフェン埼玉   | 8  | 3  | 1  | 4  | 9  | 11 | −2  | 10 |
| 5  | 静岡産業大学磐田ボニータ | 8  | 0  | 3  | 5  | 4  | 16 | −12 | 3  |

| 第1節 2018年4月1日 | ちふれASエルフェン埼玉 | 0 - 1          | ニッパツ横浜FCシーガルズ | 川越運動公園陸上競技場       |  |
| 13:00              |                        | 公式記録 (PDF) | 大滝麻未 89分            | 観客数: 423人 主審: 緒方実央 |  |

| 第1節 2018年4月1日 | オルカ鴨川FC                  | 2 - 0          | 静岡産業大学磐田ボニータ | 鴨川市陸上競技場             |  |
| 13:00              | 小嶋星良 36分 · 浦島里紗 56分 | 公式記録 (PDF) |                          | 観客数: 494人 主審: 草処和江 |  |

| 第2節 2018年4月7日 | ニッパツ横浜FCシーガルズ | 0 - 2          | スフィーダ世田谷FC              | 神奈川県立保土ケ谷公園サッカー場 |  |
| 13:00              |                          | 公式記録 (PDF) | 山本菜桜美 12分 · 菅野永遠 19分 | 観客数: 419人 主審: 仲地あすか   |  |

| 第2節 2018年4月8日 | 静岡産業大学磐田ボニータ | 1 - 2          | ちふれASエルフェン埼玉        | 小笠山総合運動公園エコパスタジアム |  |
| 13:00              | 平野麻美 14分            | 公式記録 (PDF) | 高橋彩織 40分 · 中野里乃 88分 | 観客数: 254人 主審: 藤田美智子     |  |

| 第3節 2018年4月15日 | 静岡産業大学磐田ボニータ | 1 - 1          | ニッパツ横浜FCシーガルズ | 小笠山総合運動公園エコパスタジアム |  |
| 13:00               | 田中綾香 62分            | 公式記録 (PDF) | 大島瑞稀 5分             | 観客数: 294人 主審: 宮崎真理       |  |

| 第3節 2018年4月15日 | スフィーダ世田谷FC | 1 - 0          | オルカ鴨川FC | 江戸川区陸上競技場           |  |
| 13:30               | 山本菜桜美 63分    | 公式記録 (PDF) |              | 観客数: 418人 主審: 緒方実央 |  |

| 第4節 2018年4月22日 | オルカ鴨川FC                 | 2 - 3          | ちふれASエルフェン埼玉              | 富津臨海陸上競技場             |  |
| 13:00               | 浦島里紗 4分 · 村岡真実 64分 | 公式記録 (PDF) | 荒川恵理子 11分, 90分 · 薊理絵 73分 | 観客数: 553人 主審: 朝倉みな子 |  |

| 第4節 2018年4月22日 | スフィーダ世田谷FC                                    | 4 - 0          | 静岡産業大学磐田ボニータ | 味の素スタジアム西競技場         |  |
| 13:30               | 田中江梨奈 18分 · 菅野永遠 48分 · 根本彩夏 49分, 72分 | 公式記録 (PDF) |                          | 観客数: 301人 主審: 小野田伊佐子 |  |

| 第5節 2018年6月10日 | ちふれASエルフェン埼玉 | 1 - 3          | スフィーダ世田谷FC                              | 埼玉スタジアム2002 第2グラウンド |  |
| 13:00               | 祐村ひかる 27分        | 公式記録 (PDF) | 安田祐美乃 19分 · 田中真理子 35分 · 長﨑茜 79分 | 観客数: 292人 主審: 草処和江     |  |

| 第5節 2018年6月10日 | オルカ鴨川FC | 0 - 1          | ニッパツ横浜FCシーガルズ | 富津臨海陸上競技場           |  |
| 13:00               |              | 公式記録 (PDF) | 平川杏奈 90+2分          | 観客数: 384人 主審: 宮崎真理 |  |

| 第6節 2018年6月17日 | ニッパツ横浜FCシーガルズ | 1 - 0          | ちふれASエルフェン埼玉 | 日産フィールド小机           |  |
| 13:00               | 大滝麻未 72分            | 公式記録 (PDF) |                        | 観客数: 487人 主審: 山下良美 |  |

| 第6節 2018年6月17日 | 静岡産業大学磐田ボニータ | 0 - 4          | オルカ鴨川FC                                                      | 磐田スポーツ交流の里 ゆめりあ球技場 |  |
| 13:00               |                          | 公式記録 (PDF) | 吉田紫穂 23分 · 小嶋星良 56分 · 村岡真実 84分 · 岡野有里子 90+2分 | 観客数: 377人 主審: 晝間久美        |  |

| 第7節 2018年6月24日 | ニッパツ横浜FCシーガルズ    | 2 - 1          | 静岡産業大学磐田ボニータ | 日産フィールド小机           |  |
| 11:00               | 山川夏輝 8分 · 大滝麻未 9分 | 公式記録 (PDF) | 藤原加奈 53分            | 観客数: 323人 主審: 千葉恵美 |  |

| 第7節 2018年6月24日 | オルカ鴨川FC                                     | 3 - 1          | スフィーダ世田谷FC | 袖ケ浦陸上競技場             |  |
| 13:00               | 浦島里紗 8分 · 藤田のぞみ 36分 · 永木真理子 45分 | 公式記録 (PDF) | 安田祐美乃 54分    | 観客数: 732人 主審: 桐原純子 |  |

| 第8節 2018年6月30日 | 静岡産業大学磐田ボニータ | 1 - 1          | スフィーダ世田谷FC | 磐田スポーツ交流の里 ゆめりあ球技場 |  |
| 15:00               | 石田梨紗 35分            | 公式記録 (PDF) | 長﨑茜 26分        | 観客数: 373人 主審: 坊薗真琴        |  |

| 第8節 2018年7月1日 | ちふれASエルフェン埼玉 | 1 - 2          | オルカ鴨川FC          | 川越運動公園陸上競技場       |  |
| 15:00              | 祐村ひかる 6分         | 公式記録 (PDF) | 永木真理子 58分, 70分 | 観客数: 431人 主審: 髙橋早織 |  |

| 第9節 2018年7月7日 | スフィーダ世田谷FC                             | 3 - 1          | ニッパツ横浜FCシーガルズ | 駒沢オリンピック公園総合運動場陸上競技場 |  |
| 13:30              | 長﨑茜 5分 · 安田祐美乃 76分 · 菅野永遠 90+3分 | 公式記録 (PDF) | 山本絵美 8分             | 観客数: 815人 主審: 吉澤久惠             |  |

| 第9節 2018年7月7日 | ちふれASエルフェン埼玉 | 0 - 0          | 静岡産業大学磐田ボニータ | NACK5スタジアム大宮            |  |
| 18:00              |                        | 公式記録 (PDF) |                          | 観客数: 464人 主審: 米村真由美 |  |

| 第10節 2018年7月14日 | ニッパツ横浜FCシーガルズ | 1 - 3          | オルカ鴨川FC                                    | ニッパツ三ツ沢球技場         |  |
| 13:00                | 平國瑞希 77分            | 公式記録 (PDF) | 齋藤敏子 14分 · 村岡真実 41分 · 小嶋星良 90+2分 | 観客数: 741人 主審: 草処和江 |  |

| 第10節 2018年7月15日 | スフィーダ世田谷FC | 1 - 2          | ちふれASエルフェン埼玉         | 味の素スタジアム西競技場     |  |
| 14:30                | 柏原美羽 78分      | 公式記録 (PDF) | 薊理絵 8分 · 荒川恵理子 90+4分 | 観客数: 446人 主審: 千葉恵美 |  |

##### Bグループ
| 順 | チーム                       | 試 | 勝 | 分 | 敗 | 得 | 失 | 差  | 点 |
| -- | ---------------------------- | -- | -- | -- | -- | -- | -- | --- | -- |
| 1  | 伊賀フットボールクラブくノ一 | 8  | 5  | 2  | 1  | 22 | 10 | +12 | 17 |
| 2  | 岡山湯郷Belle                | 8  | 5  | 0  | 3  | 12 | 14 | −2  | 15 |
| 3  | ASハリマ アルビオン          | 8  | 4  | 1  | 3  | 15 | 12 | +3  | 13 |
| 4  | 愛媛FCレディース             | 8  | 2  | 1  | 5  | 11 | 19 | −8  | 7  |
| 5  | バニーズ京都SC               | 8  | 2  | 0  | 6  | 12 | 17 | −5  | 6  |

| 第1節 2018年4月1日 | 伊賀フットボールクラブくノ一                                    | 4 - 1          | 愛媛FCレディース | 上野運動公園競技場           |  |
| 13:00              | 神山ゆい 1分 · 森仁美 25分 (PK) · 小川志保 45分 · 杉田亜未 73分 | 公式記録 (PDF) | 向谷綾香 90+1分  | 観客数: 417人 主審: 宮崎真理 |  |

| 第1節 2018年4月1日 | ASハリマ アルビオン | 1 - 2          | 岡山湯郷Belle         | ウインク陸上競技場           |  |
| 13:00              | 山口紗矢 82分       | 公式記録 (PDF) | 濱本まりん 50分, 62分 | 観客数: 752人 主審: 吉澤久恵 |  |

| 第2節 2018年4月7日 | バニーズ京都SC             | 2 - 4          | 伊賀フットボールクラブくノ一                                  | 京都府立山城総合運動公園陸上競技場 |  |
| 14:00              | 西川樹 4分 · 吉田早紀 42分 | 公式記録 (PDF) | 畑中美友香 63分 · 森仁美 65分 · 杉田亜未 85分 · 下條彩 90+1分 | 観客数: 272人 主審: 小野田伊佐子   |  |

| 第2節 2018年4月8日 | ASハリマ アルビオン | 1 - 2          | 愛媛FCレディース                | ウインク陸上競技場             |  |
| 13:00              | 桑原茜 85分         | 公式記録 (PDF) | 阿久根真奈 48分 · 仲松叶実 74分 | 観客数: 452人 主審: 松尾久美子 |  |

| 第3節 2018年4月15日 | 愛媛FCレディース | 0 - 2          | バニーズ京都SC                | 宇和島市丸山公園陸上競技場     |  |
| 12:00               |                  | 公式記録 (PDF) | 佐藤莉奈 23分 · 草野詩帆 38分 | 観客数: 185人 主審: 米村真由美 |  |

| 第3節 2018年4月15日 | 伊賀フットボールクラブくノ一    | 2 - 0          | 岡山湯郷Belle | 上野運動公園競技場             |  |
| 13:00               | 畑中美友香 11分 · 杉田亜未 51分 | 公式記録 (PDF) |               | 観客数: 374人 主審: 松尾久美子 |  |

| 第4節 2018年4月21日 | バニーズ京都SC | 0 - 2          | ASハリマ アルビオン           | 京都府立山城総合運動公園陸上競技場 |  |
| 14:00               |                | 公式記録 (PDF) | 葛馬史奈 80分 · 千葉園子 85分 | 観客数: 180人 主審: 横田碧         |  |

| 第4節 2018年4月22日 | 岡山湯郷Belle                 | 2 - 0          | 愛媛FCレディース | 岡山県美作ラグビー・サッカー場 |  |
| 13:00               | 福丸智子 48分 · 尾田緩奈 82分 | 公式記録 (PDF) |                  | 観客数: 413人 主審: 近藤恭子   |  |

| 第5節 2018年6月10日 | 伊賀フットボールクラブくノ一 | 1 - 1          | ASハリマ アルビオン | 三重交通G スポーツの杜 鈴鹿    |  |
| 13:00               | 杉田亜未 38分                | 公式記録 (PDF) | 岡倉海香 11分       | 観客数: 315人 主審: 三浦なみか |  |

| 第5節 2018年6月10日 | 岡山湯郷Belle                                       | 3 - 2          | バニーズ京都SC                | 岡山県美作ラグビー・サッカー場 |  |
| 13:00               | 濱本まりん 2分 (PK) · 岸野早奈 43分 · 北野梨絵 89分 | 公式記録 (PDF) | 小川くるみ 22分 · 松田望 58分 | 観客数: 301人 主審: 梶山芙紗子 |  |

| 第6節 2018年6月17日 | 岡山湯郷Belle                  | 2 - 1          | ASハリマ アルビオン | 岡山県美作ラグビー・サッカー場 |  |
| 13:00               | 巴月優希 7分 · 鶴見綾香 90+4分 | 公式記録 (PDF) | 木下蕗 79分         | 観客数: 347人 主審: 赤木陽美   |  |

| 第6節 2018年6月17日 | 愛媛FCレディース            | 2 - 2          | 伊賀フットボールクラブくノ一 | ニンジニアスタジアム           |  |
| 13:00               | 大矢歩 17分 · 仲松叶実 19分 | 公式記録 (PDF) | 森仁美 27分 · 下條彩 33分    | 観客数: 512人 主審: 米村真由美 |  |

| 第7節 2018年6月23日 | 岡山湯郷Belle | 0 - 4          | 伊賀フットボールクラブくノ一                       | 岡山県美作ラグビー・サッカー場 |  |
| 13:00               |               | 公式記録 (PDF) | 竹島加奈子 1分, 42分 · 杉田亜未 23分 · 下條彩 63分 | 観客数: 351人 主審: 萩尾麻衣子 |  |

| 第7節 2018年6月24日 | バニーズ京都SC  | 1 - 3          | 愛媛FCレディース                      | 京都市西京極総合運動公園陸上競技場兼球技場 |  |
| 16:00               | 小川くるみ 49分 | 公式記録 (PDF) | 阿久根真奈 18分 · 仲松叶実 50分, 71分 | 観客数: 340人 主審: 兼松春奈               |  |

| 第8節 2018年6月30日 | 愛媛FCレディース                     | 2 - 4          | ASハリマ アルビオン                       | 宇和島市丸山公園陸上競技場     |  |
| 14:00               | 阿久根真奈 51分 (PK) · 上野真実 56分 | 公式記録 (PDF) | 小島和希子 10分 · 桑原茜 19分, 41分, 53分 | 観客数: 193人 主審: 朝倉みな子 |  |

| 第8節 2018年7月1日 | 伊賀フットボールクラブくノ一      | 3 - 1          | バニーズ京都SC | 上野運動公園競技場             |  |
| 14:00              | 杉田亜未 21分, 59分 · 森仁美 78分 | 公式記録 (PDF) | 林咲希 27分    | 観客数: 438人 主審: 藤田美智子 |  |

| 第9節 2018年7月8日 | ASハリマ アルビオン       | 2 - 1          | バニーズ京都SC | ウインク陸上競技場             |  |
| 15:00              | 上嶋瞳 58分 · 桑原茜 79分 | 公式記録 (PDF) | 加戸由佳 85分  | 観客数: 1,182人 主審: 的崎睦子 |  |

| 第9節 2018年7月11日 | 愛媛FCレディース | 1 - 3          | 岡山湯郷Belle                       | 愛媛県総合運動公園補助競技場 |  |
| 13:00               | 河本紗英 28分    | 公式記録 (PDF) | 巴月優希 13分, 63分 · 杉山貴子 68分 | 観客数: 86人 主審: 井口朋恵  |  |

| 第10節 2018年7月14日 | バニーズ京都SC                                  | 3 - 0          | 岡山湯郷Belle | 京都府立山城総合運動公園陸上競技場 |  |
| 14:00                | 石井咲希 50分 · 松田望 61分 · 齋原みず稀 90+5分 | 公式記録 (PDF) |               | 観客数: 258人 主審: 近藤恭子       |  |

| 第10節 2018年7月16日 | ASハリマ アルビオン                                  | 3 - 2          | 伊賀フットボールクラブくノ一  | 兵庫県立三木総合防災公園陸上競技場 |  |
| 15:00                | 葛馬史奈 63分 · 千葉園子 68分 (PK) · 小島和希子 89分 | 公式記録 (PDF) | 竹島加奈子 34分 · 森仁美 87分 | 観客数: 472人 主審: 國師えりな     |  |

#### 決勝
| 2018年7月21日 16:00 |

| スフィーダ世田谷FC | 1 - 4          | 伊賀フットボールクラブくノ一                      |
| 長﨑茜 16分        | 公式記録 (PDF) | 小川志保 40分, 53分 · 森仁美 47分 · 杉田亜未 76分 |

| 味の素フィールド西が丘 観客数: 1,253人 主審: 髙橋早織 |